# 能登半島沖不審船事件
能登半島沖不審船事件（のとはんとうおきふしんせんじけん）は、1999年（平成11年）3月23日に発生した、北朝鮮の不審船による日本への領海侵犯事件と、その逃走時に生起した海上自衛隊および海上保安庁による追跡行の一連の行動を指す。日本海不審船追跡事件とも称される。

## 事件の推移

### 端緒
最初に特異な兆候が発生したのは1999年3月18日のことであった。北朝鮮の諜報員が使用するA3放送に変化が発生。この兆候は、電波による情報活動（シギント）を任務とする自衛隊の情報本部電波部、警察庁警備局の外事技術調査官室（通称「ヤマ」）、また日本や韓国に駐留するアメリカ軍の情報機関などによって傍受されたものとみられている。
端緒は他にもあった。翌日の3月19日には北朝鮮・清津にある工作船基地から工作船が出航した旨の衛星情報が在日米軍司令部経由で情報本部に寄せられた。また、北朝鮮が「日本にある重要なブツを持ち込む」との情報が韓国の情報機関国家情報院（NIS）から公安調査庁（PSIA）に寄せられたともいわれる。
事態が急展開したのは3月21日であった。この日の22時ごろ、日本海の能登半島東方沖の海上から不審な電波発信が続けられているのを各関係機関が一斉に傍受した。さらに、深夜にはA3ほうそうにも異常がみられたという。これらの情報を踏まえ、3月22日15時に海上自衛隊舞鶴基地から護衛艦「はるな」（第3護衛隊群・直轄艦）、「みょうこう」（第3護衛隊群所属）、「あぶくま」（舞鶴地方隊所属）が緊急出港した。法的根拠は防衛庁設置法に基づく「調査・研究」とした。同時に警察庁警備局外事課から日本海側各県の警察に対して沿岸部の警戒強化を呼びかける「KB（KOREAN-BOAT）参考情報」が発せられた。

### 不審漁船の発見
海上自衛隊八戸航空基地から飛び立って海上を捜索していたP-3C対潜哨戒機が、翌3月23日6時42分、佐渡島西方18キロの日本領海内に「第一大西丸」と記された船を発見。9時25分、能登半島東方64キロに「第二大和丸」と記された船を発見した。
- 漁船にしてはアンテナが多い。
- 甲板上に漁具が見えない。
- 煙突の横から排煙が出る。
- 船名表記が簡単な手書き。
- 船尾に旗章を掲揚していない。
- 新潟沖なのにHG（兵庫県）で始まる漁船登録番号。
- 船尾の観音開き扉。

などの不審点があったことから、これらの船名を漁協に問い合わせたところ、第一大西丸は既に廃船、本物の第二大和丸は兵庫県沖で操業中である事が判明し、海上自衛隊による追跡が始まった。また、航空自衛隊が情報収集のため、三沢基地所属のE-2C早期警戒機を海域上空に派遣した。

### 追跡
11時30分に海上保安庁新潟航空基地を飛び立ったS-76Cヘリコプター「らいちょう1号」は、不審船を写真撮影するとともに船舶電話を使って朝鮮語、英語、日本語による呼びかけを行ったが、不審船からは何の反応もなかった。海上保安庁では、特殊警備隊（SST）を大阪からヘリコプターで「ちくぜん」に搬送し、待機させた。巡視船艇が威嚇射撃した際、SSTは不審船を停船させて小型ボートで突入し、工作員を逮捕するなどして制圧する計画だったという。日没前には「はるな」艦載ヘリが不審船を撮影し、航空自衛隊小松基地に着陸して防衛庁へ画像を伝送。
日本海側の各警察に出されていた「KB参考情報」は、さらに重要度が高い「KB情報（例の不審船は明らかに北朝鮮工作船である。警察は沿岸地域を厳重に警戒せよ）」に変更される。警察は、人気のない海岸での工作員の密入国や、「土台人」が工作員を待ち受けたりしないよう、海岸沿いの警戒を強化した。

### 威嚇射撃
海上保安庁は、巡視船艇15隻および航空機12機を動員し、追跡は夜までおよんだが不審船は停船せず、挑発するように逃走を続けた。18時10分には首相官邸別館にある危機管理センターに官邸対策室が設置された。
19時になると不審船は24ノットに増速、19時30分には28ノットとなったため、巡航速度が不審船に比べて遅いPC型の「はまゆき」「なおづき」が引き離され始めた。その報告を受けると、川崎二郎運輸相は威嚇射撃を許可し、第九管区海上保安本部（新潟）に通知した。
20時過ぎ、第九管区海上保安本部長が海上保安庁法第二十条に基づく威嚇射撃を指示。「みょうこう」から照らされたサーチライトが光る中、20時頃より「ちくぜん」が「第二大和丸」の傍の海上に向かって20mm機関砲で曳光弾50発を発砲、1953年のラズエズノイ号事件以来46年ぶりとなる威嚇射撃を行った。20時24分と21時1分ごろには、「はまゆき」も13mm機銃で計195発を射撃した。また、「第一大西丸」に対しても、「なおづき」が9丁の64式小銃で1,050発（うち曳光弾が500発）もの威嚇射撃を行った。不審船は威嚇射撃に反応したためか、35ノットに増速して逃走。燃料不足もあって「はまゆき」「なおづき」は追跡を断念、また、速力差もあり、20時14分には「第一大西丸」、21時12分には「第二大和丸」が巡視船のレーダー探知距離外に離脱した。
特に「第一大西丸」は護衛艦「はるな」のみの追跡となった。官邸対策室ではこれを受けて海上警備行動発令へと傾いたが、再検討の結果、官邸は追跡打ち切りの方向へと向かっていた。

### 謎の停船
「第一大西丸」は、一時的に追手との距離が開いたために、日本側が追跡を断念したと見たのか、23時47分に突然停止。その報告を受けて野呂田芳成防衛庁長官は海上警備行動の発令を決断した。
手続きとして、翌3月24日0時30分に川崎運輸相より野呂田防衛庁長官に「海上保安庁の能力を超えている」との連絡があり、0時45分に持ち回り閣議が開かれて海上警備行動を承認、0時50分、自衛隊法第82条に基づく初の海上警備行動が野呂田から自衛艦隊司令官および各地方総監あてに、海上における警備行動に関する海上自衛隊行動命令（海甲行警命第16号。11.3.24 0050）として発令された。

### 初の海上警備行動
吉川榮治第3護衛隊群司令（後に海上幕僚長）に現場指揮が命令され、第2航空群に爆弾投下命令が出された。「みょうこう」をはじめとする各護衛艦は、海上自衛隊発足以来初のROE（交戦規定）となる野呂田防衛庁長官名の命令書「部隊の取るべき措置標準」を受け取り、はるな及びみょうこうは2隻に対して無線及び発光信号にて停船命令を実施、その後1時19分から4時38分にかけて搭載速射砲で25回35発（みょうこうが第二大和丸に対し13回13発、はるなが第一大西丸に対し12回22発、砲側射撃）の警告射撃を実施した。3時20分から5時41分にかけ、上空から八戸のP-3C 3機が、巨大な水しぶきにより水の壁を作り、水の力で不審船を停船させるため、150キロ対潜爆弾12発（のべ3回各機4発ずつ）を投下する警告爆撃を行った。上空には海上自衛隊岩国航空基地所属のEP-3電子戦機と在日米海軍のP-3CとEP-3も飛来していたが、航空自衛隊には警備行動への参加が発令されず、P-3Cと監視中だったE-2C早期警戒機は、護衛の戦闘機無しで不審船上空を飛びまわった。そのため、爆弾を搭載したP-3Cが現場に到着すると、不審船からの地対空ミサイルによる攻撃を防ぐため、現場判断で、爆弾投下を行うP-3Cと不審船の間に、監視目的で飛行していた無防備のE-2C僚機が割り込み、命懸けで盾となる飛行を行うなどの混乱が起きた。
防空識別圏境界が近づくと、ロシア政府から不審船追跡におけるロシア側海域通過の許可が下りた。同時にロシア側による不審船追跡が開始され、ロシア側からも停船命令が発せられた。後にロシア側の責任者は「この不審船が、もしもロシア領海に侵入していれば、即座に撃沈するつもりだった」と語っている。

### 命がけの突入計画
護衛艦「みょうこう」では、不審船に接近し立ち入り検査を行うこととなった。艦長命令により、航海長伊藤祐靖（当時1尉）を指揮官とする臨検部署（戦時国際法の海戦法規に基づく行為）が臨時に発令され、臨検要員を選出、艦内に備え付けの64式7.62mm小銃と9mm拳銃が配られた。海上自衛官は、全員が小銃や拳銃の射撃訓練を受けているが、テロ対策に必須の技術であるCQB（近接戦闘）やCQC（近接格闘）に精通する者は皆無であり、また護衛艦には防弾チョッキすらなく、代わりに隊員の持ち込んだ漫画本を胴体にガムテープでぐるぐる巻きにして対処するほかなかった。また、護衛艦「はるな」に於いても臨検部署が発令される中、第1分隊（砲雷科）が、不審船の進路上に割り込んで網（体験航海時の緑色の転落防止ネット）を投下し、海面に漂わせて不審船のスクリューに絡ませようとしたが、回避され失敗した。

### 逃走
不審船はその後も高速で逃走し、3時20分に「第二大和丸」が、6時6分に「第一大西丸」が防空識別圏を越えたため追跡を断念した。7時55分に、E-2Cが北朝鮮からのMiG-21戦闘機2機の出撃を確認。このため、各護衛艦では対空戦闘に備え、空自からは通常のスクランブル任務として小松基地からF-15J戦闘機2機が発進した。
2隻はロシア側海域を逃走していたが、途中から南西方向へ転進し、両船の位置が入れ替わった。25日の朝7時ごろに清津への入港が確認され、15時30分をもって海上警備行動は終了した。

## 事件の影響
この事件は、自衛隊における2回目の武器使用事案（1回目は1987年のソ連空軍偵察機による沖縄本島領空侵犯時の威嚇射撃事件）、すなわち実戦経験という点で、隊の歴史上重要な事件である。この事件の後日、海上自衛隊内に強襲・臨検を任務とする特別警備隊（SBU）と、護衛艦ごとに臨検を任務とする立入検査隊（立検隊）が編成され、防弾チョッキ等の装備も整えられた。「みょうこう」航海長伊藤祐靖は、初の臨検部署発動という経験を買われて、特別警備隊準備室に異動した。
追跡の際、海上保安庁の船艇の速力が不審船や護衛艦に比べて大幅に劣り、有事に対応できないことが判明したため、海上自衛隊との連携強化に加え、以降に新造される巡視船艇の能力が大幅に向上されるようになった。また、海上自衛隊も高速艦艇の整備を行った。
本事件において、海上保安官が武器を使用して人に危害を加えた場合の違法性阻却事由（免責要件）が「警察官職務執行法第7条」に定められた要件のみという状況では、不審船事案に有効に対応できないことが判明したため、2001年に海上保安庁法の改正が行われた。この改正では第20条2項において、一定の条件に限って、巡視船などが、停船命令を無視して逃走・抵抗する船舶に対して射撃し乗員に危害を加えても、海上保安官の違法性が阻却されることが明定された。
当事件後の2001年に発生した九州南西海域工作船事件においては、不審船の現認位置が日本の領海外のEEZ内であったため、改正された第20条2項の要件を満たすことができず、従来と同じく船体射撃で被疑者が死傷した場合は違法性を問われる恐れがあったが、RFS機能のついた機関砲で被疑者に危害を与えずに船体射撃を行えると判断して攻撃を行った結果、不審船は自爆し沈没した。
この事件で北朝鮮の工作船が日本の領域で暗躍していることが国民の間にも知られるようになった。この事は、前年（1998年）のテポドン事件と合わせ、日本の世論に大きな影響を与えている。佐藤秀峰の漫画『海猿』の第5巻において、設定場所を変えてはいるが、本事件とほぼ同じ設定の物語が描かれている。また、日本財団と海上保安協会が中心となって、海上保安庁公認のボランティア団体として「海守」が結成されるきっかけとなった。